# AFCカップ2012
AFCカップ2012（英: AFC Cup 2012）は、2004年に第1回大会が行われて以来、9回目のAFCカップである。2012年2月18日から11月3日まで開催され、アル・クウェートが2回目の優勝を果たした。。

## 概要
グループリーグ参加クラブ数は前回大会と同じ32チームである。各4チーム、A～H組の8組に分かれる。A～E組は西地区、F～H組は東地区と東西に分かれてのグループ分けとなる。昨年度まではモルディブは東地区に参加していたが、本年度より西地区での参加となる。また、本年度よりマレーシアが復帰し、昨年までAFCプレジデンツカップに参加していたミャンマーのクラブが新たに参加することになった。各グループの上位2チームがノックアウトステージに進出する。
ノックアウトステージは、ラウンド16をグループリーグ1位チームのホームで一発勝負。準々決勝・準決勝はホーム・アンド・アウェー方式で2試合行われる。
前回大会同様決勝戦は、中立地での一発勝負ではなく、決勝に勝ち進んだ2チームのどちらかのホームスタジアムでの一発勝負となる。どちらのホームになるかは事前の抽選によって決められる。
優勝チーム及び準優勝チームは、AFCチャンピオンズリーグ2013プレーオフの出場権が与えられる。

## 出場枠
前年度との変更点は以下のとおり。
- 2012年度はAFCチャンピオンズリーグ予選プレーオフ決勝ラウンドの敗者のみがAFCカップに出場する。(前年度まではプレーオフで敗退したクラブは全てAFCカップに参加出来た)

各参加協会は2つの出場枠が与えられている。
- 第1代表(リーグチャンピオン)はグループリーグに参加する。
- 第2代表(カップ優勝者またはリーグ2位)は、AFC評価ポイントによりグループリーグ出場またはプレーオフ出場に分かれる。

### 協会ランキング
AFCカップ2012の各国の出場枠が2012年12月1日に発表された。AFC評価システムによると最低点の4つの協会（イエメン、マレーシア、モルディブ、ミャンマー）には1つのチームがグループステージに入り、1チームがプレーオフに入ります。
| AFCカップ2012への参加                                                             | AFCカップ2012への参加 |
| --------------------------------------------------------------------------------- | --------------------- |
| 参加                                                                              |                       |
| 不参加                                                                            |                       |
| (N)本来の出場枠を示す。出場クラブ数によっては直接グループステージ出場に変更される |                       |

| 順 位 | 国                                | ポイント     | 参加数            | 参加数      | 参加数 |
| 順 位 | 国                                | ポイント     | グループ ステージ | プレー オフ |        |
| ----- | --------------------------------- | ------------ | ----------------- | ----------- | ------ |
|       | ACL2012プレーオフ西地区決勝の敗者 | -            | 2                 | 0           |        |
| 1     | クウェート[KUW]                   | 35.32        | 3                 | 0           |        |
| 2     | ヨルダン                          | 33.47        | 2                 | 0           |        |
| 3     | シリア                            | 30.28        | 2                 | 0           |        |
| 4     | イラク                            | 28.98        | 2                 | 0           |        |
| 5     | バーレーン [BHR]                  | 28.13        | 0                 | 0           |        |
| 7     | オマーン                          | 20.68        | 2                 | 0           |        |
| 11    | レバノン                          | 15.09        | 2                 | 0           |        |
| 12    | インド                            | 11.75        | 2                 | 0           |        |
| 13    | イエメン                          | 11.02        | 1                 | 1           |        |
| 15    | モルディブ                        | 9.13         | 1                 | 1           |        |
| 合計  | 参加協会：11                      | 参加協会：11 | 19                | 2           |        |
| 合計  | 参加協会：11                      | 参加協会：11 | 21                |             |        |

| 順 位 | 国                                    | ポイント    | 参加数            | 参加数      | 参加数 |
| 順 位 | 国                                    | ポイント    | グループ ステージ | プレー オフ |        |
| ----- | ------------------------------------- | ----------- | ----------------- | ----------- | ------ |
|       | ACL2012プレーオフ東地区決勝の敗者[AC] | -           | 1                 | 0           |        |
| 6     | ベトナム                              | 24.16       | 2                 | 0           |        |
| 8     | インドネシア [IDN]                    | 17.58       | 1                 | 0           |        |
| 9     | シンガポール                          | 16.51       | 2                 | 0           |        |
| 10    | 香港                                  | 15.68       | 2                 | 0           |        |
| 14    | マレーシア                            | 10.79       | 2(1)              | 0(1)        |        |
| 16    | ミャンマー                            | 5.47        | 2(1)              | 0(1)        |        |
| 合計  | 参加協会：7                           | 参加協会：7 | 12                | 0           |        |
| 合計  | 参加協会：7                           | 参加協会：7 | 12                |             |        |

註
1. ^ AFCカップ (AC): 本来AFCチャンピオンズリーグ2012プレーオフに参加するはずであった中国スーパーリーグ3位の遼寧宏運がプレーオフ出場を辞退し[4]、リーガ・インドネシア優勝のペルシプラ・ジャヤプラは参加不適格とみなされプレーオフ不参加となった[5]。これにより、東地区はAFCチャンピオンズリーグ2012プレーオフ敗者が1チームとなった。
2. ^ インドネシア(IDN): >インドネシアは1チームがAFCチャンピオンズリーグ2012プレーオフに参加するため、AFCカップグループステージに参加するクラブは1クラブとなる。
3. ^ クウェート(KUW): AFCカップ2011準優勝クラブのアル・クウェートは本来ならAFCチャンピオンズリーグ2012プレーオフに参加するが、ACL出場規定を満たしていなかったため本年もAFCカップグループステージより参加する。これにより、クウェートからは3チームがAFCカップに参加する。
4. ^ バーレーン(BHR): バーレーンは本来2つの出場枠を与えられているが、本年は政情不安のため出場を辞退した

## 参加クラブ
| 西アジア (グループA-E)         | 西アジア (グループA-E)                                              | 西アジア (グループA-E) |
| チーム                         | 出場資格                                                            | 出場回数 (前回出場)    |
| ------------------------------ | ------------------------------------------------------------------- | ---------------------- |
| ネフチ・フェルガナ             | ACL 2012 西地区プレーオフ敗退                                       | 2回目(2009)            |
| アル・イテファク               | ACL 2012 西地区プレーオフ敗退                                       | 1回目(初)              |
| アル・カーディシーヤ           | 2010-11 クウェート・プレミアリーグ 優勝                             | 3回目(2011)            |
| カーズマ                       | 2011 クウェート・エミール・カップ 優勝                              | 2回目(2010)            |
| アル・クウェート               | AFCカップ2011 準優勝                                                | 4回目(2011)            |
| アル・ワフダート               | 2010-11 ヨルダンリーグ 優勝 2010-11 ヨルダンFAカップ 優勝           | 7回目(2011)            |
| アル・ファイサリー             | 2010-11 ヨルダンリーグ 2位                                          | 6回目(2011)            |
| アル・ショルタ                 | 2010-11 シリア・プレミアリーグ 優勝                                 | 1回目(初)              |
| アル・イテハド                 | 2010-11 シリア・カップ 優勝                                         | 3回目(2011)            |
| アル・ザウラー                 | 2010-11 イラク・エリートリーグ 優勝                                 | 2回目(2009)            |
| アルビール                     | 2010-11 イラク・エリートリーグ 2位                                  | 3回目(2011)            |
| アル・スワイク                 | 2010-11 オマーンリーグ 優勝                                         | 3回目(2011)            |
| アル・オルーバ                 | 2010-11 オマーンリーグ 2位[Note OMA]                                | 3回目(2011)            |
| アル・アヘド                   | 2010-11 レバノン・プレミアリーグ 優勝 2010-11 レバノンFAカップ 優勝 | 6回目(2011)            |
| サファー                       | 2010-11 レバノン・プレミアリーグ 2位                                | 3回目(2009)            |
| サルガオカー                   | 2010-11 Iリーグ 優勝 2011 フェデレーションカップ 優勝               | 6回目(2011)            |
| イースト・ベンガル             | 2010-11 Iリーグ 2位                                                 | 1回目(初)              |
| アル・オルーバ・サナア         | 2010-11 イエメンリーグ 優勝                                         | 1回目(初)              |
| VB                             | 2011 ディヴェヒリーグ 優勝 2011 モルディブFAカップ 優勝             | 5回目(2011)            |
| プレーオフ出場クラブ: 西アジア |                                                                     |                        |
| アル・ティラール               | 2010-11 イエメンリーグ 2位                                          | 3回目(2011)            |
| ヴィクトリー                   | 2011 ディヴェヒリーグ 2位                                           | 5回目(2011)            |

| 東アジア (グループF-H)       | 東アジア (グループF-H)                                              | 東アジア (グループF-H) |
| チーム                       | 出場資格                                                            | 出場回数 (前回出場)    |
| ---------------------------- | ------------------------------------------------------------------- | ---------------------- |
| チョンブリーFC               | ACL 2012 東地区プレーオフ敗退                                       | 3回目(2011)            |
| ソンラム・ゲアン             | 2011 Vリーグ 優勝                                                   | 2回目(2011)            |
| ナビバンク・サイゴン         | 2010 ベトナムカップ 優勝                                            | 1回目(初)              |
| アレマ・インドネシア         | 2010-11 インドネシア・スーパーリーグ 2位                            | 1回目(初)              |
| タンピネス・ローバース       | 2011 Sリーグ 優勝                                                   | 5回目(2011)            |
| ホーム・ユナイテッド         | 2011 シンガポールカップ 優勝                                        | 6回目(2009)            |
| 傑志                         | 2010-11 香港ファーストディビジョンリーグ 優勝                       | 2回目(2010)            |
| 公民                         | 2010-11 香港シニアシールド 優勝                                     | 1回目(初)              |
| ケランタンFA                 | 2011 マレーシアスーパーリーグ 優勝                                  | 1回目(初)              |
| トレンガヌFA                 | 2011 マレーシアFAカップ 優勝                                        | 1回目(初)              |
| ヤンゴン・ユナイテッド       | 2011 ミャンマーナショナルリーグ 優勝 2011アウンサン将軍シールド優勝 | 1回目(初)              |
| エーヤワディー・ユナイテッド | 2011 ミャンマーナショナルリーグ 2位                                 | 1回目(初)              |

註
1. ^ オマーン(OMA): アル・オルーバ（英語版）は、2011年スルタン・カーブース・カップ王者のドファールに代わって出場する。

## プレーオフ
プレーオフは2012年2月18日に開催される。
なお2011年12月6日に行われた組み合わせ抽選会において、アル・ティラールがプレーオフのホームチームに選ばれ、試合をイエメン・アデンで開催する予定であったものの、イエメン国内の政情不安を理由にホームとアウェーが入れ替えられ、ヴィクトリーの本拠地であるモルディブ・マレで開催されることとなった。
| 2012年2月18日 |

| ヴィクトリー                                      | 3 - 4    | アル・ティラール                                                              |
| ウマイル 36分 (pen.), 59分 (pen.) · シャフル 49分 | レポート | 23分 (pen.)ベレイド · 32分 ラムジ · 45+2分 アル・オムザエ · 75分 アル・ロイド |

| ガロル国立競技場、マレ |

## グループリーグ
組み合わせ抽選会は2011年12月6日にクアラルンプールで行われた。
各グループの上位2チームがラウンド16に進出する。各グループで勝ち点が同点のチームが2つ以上ある場合は、以下の順に比較して順位を決定する。
1. 当該チーム同士の対戦における、勝ち点の多少
2. 当該チーム同士の対戦における、得失点差(アウェイゴールは不適用)
3. 当該チーム同士の対戦における、ゴール数の多少(アウェイゴールは不適用)
4. 当該チームの全試合における、得失点差
5. 当該チームの全試合における、ゴール数の多少
6. ここまで参照し、それでも2クラブが差がつかず、さらにその両方が同じ試合会場にいる場合は、PK戦を行う。
7. 警告および退場処分になった回数をポイント化（警告＝1ポイント、2回目の警告による退場＝3ポイント、いわゆる一発退場＝3ポイント、警告に続いて退場＝4ポイント）し、ポイントの少ない方を上位とする
8. 抽選

### 西地区
イエメンおよび シリアのクラブは、国内の政情不安のため、ホームゲームを国外で開催するよう求められた。このため、本来これらのクラブがホームとなる試合の会場は、中立地や対戦相手の本拠地に振り替えられている。

#### グループA
| チーム               | 勝点 | 試合 | 勝 | 引 | 敗 | 得 | 失 | 差 |
| -------------------- | ---- | ---- | -- | -- | -- | -- | -- | -- |
| アル・カーディシーヤ | 10   | 6    | 3  | 1  | 2  | 14 | 7  | +7 |
| アル・スワイク       | 10   | 6    | 3  | 1  | 2  | 8  | 9  | -1 |
| アル・ファイサリー   | 9    | 6    | 2  | 3  | 1  | 10 | 7  | +3 |
| アル・イテハド       | 4    | 6    | 1  | 1  | 4  | 5  | 14 | -9 |

| 2012年3月6日 |

| アル・カーディシーヤ                   | 2 - 0    | アル・スワイク |
| アル・ムタイリ 8分 · アッ＝ソーマ 51分 | レポート |                |

| モハメド・アル・ハマド・スタジアム, ハワッリー 観客数: 1,000 主審: ヤドッラー・ジャハンバジ |

| 2012年3月6日 |

| アル・ファイサリー  | 1 - 1    | アル・イテハド         |
| アッ＝シェイフ 30分 | レポート | 49分 (pen.) ファーリス |

| アンマン国際スタジアム, アンマン 観客数: 4,000 主審: キム・サンウ |

| 2012年3月20日 |

| アル・スワイク | 0 - 0    | アル・ファイサリー |
|                | レポート |                    |

| シーブ・スタジアム, シーブ 観客数: 500 主審: Hettikankanamge Perera |

| 2012年3月20日 |

| アル・イテハド | 1 - 0    | アル・カーディシーヤ |
| カラシ 23分    | レポート |                      |

| モハメド・アル・ハマド・スタジアム, ハワッリー 観客数: 1,000 主審: Jameel Juma Abdulhusain |

| 2012年4月3日 |

| アル・スワイク                                      | 2 - 0    | アル・イテハド |
| アル＝ジャラブービー 23分 · W･アッ＝サアディー 83分 | レポート |                |

| シーブ・スタジアム, シーブ 観客数: 300 主審: 馬寧 |

| 2012年4月3日 |

| アル・カーディシーヤ | 1 - 2    | アル・ファイサリー                    |
| ケイタ 14分          | レポート | 53分 アル＝マハールメ · 73分 ハーイル |

| モハメド・アル・ハマド・スタジアム, ハワッリー 観客数: 1,000 主審: Liu Kwok Man |

| 2012年4月11日 |

| アル・イテハド | 0 - 2    | アル・スワイク                            |
|                | レポート | 23分 アブライェ · 78分 H･アッ＝サアディー |

| シーブ・スタジアム、シーブ 観客数: 150 主審: Chaiya Mahapab |

| 2012年4月11日 |

| アル・ファイサリー | 1 - 1    | アル・カーディシーヤ       |
| ハーイル 78分      | レポート | 73分 (pen.) アル＝ムタウワ |

| アンマン国際スタジアム, アンマン 観客数: 4,500 主審: Marai Al Awaji |

| 2012年4月25日 |

| アル・スワイク  | 1 - 5    | アル・カーディシーヤ                                                                       |
| アブライェ 24分 | レポート | 2分, 32分 アル＝エネジ · 70分 アル＝ファデル · 74分 アル＝ムタイリー · 78分 アル＝ムタウワ |

| シーブ・スタジアム, シーブ 観客数: 500 主審: 飯田淳平 |

| 2012年4月25日 |

| アル・イテハド  | 1 - 4    | アル・ファイサリー                                                 |
| モレイラ 90+1分 | レポート | 5分 アル＝マハールメ · 38分 バニーアティーヤ · 81分, 87分 ハーイル |

| アンマン国際スタジアム, アンマン 観客数: 4,500 主審: Akbar Bakhshi Zadeh |

| 2012年5月9日 |

| アル・ファイサリー                    | 2 - 3    | アル・スワイク                                         |
| ハーイル 34分 · アル＝マハールメ 86分 | レポート | 8分 アル・ノフリ · 48分 アブドゥッラー · 84分 サーレハ |

| アンマン国際スタジアム, アンマン 観客数: 1,000 主審: Singh Pratap |

| 2012年5月9日 |

| アル・カーディシーヤ                                                     | 5 - 2    | アル・イテハド                    |
| ハジ・イーサー 2分, 48分 · アル・ムタイリ 41分, 52分 · アッ＝ソーマ 45分 | レポート | 32分 オマル · 90+3分 アル・ハサン |

| モハメド・アル・ハマド・スタジアム, ハワッリー 観客数: 3,800 主審: バンジャル・アッ＝ドーサリー |

#### グループB
| チーム                 | 勝点 | 試合 | 勝 | 引 | 敗 | 得 | 失 | 差  |
| ---------------------- | ---- | ---- | -- | -- | -- | -- | -- | --- |
| アルビール             | 14   | 6    | 4  | 2  | 0  | 11 | 5  | +6  |
| カーズマ               | 11   | 6    | 3  | 2  | 1  | 10 | 6  | +4  |
| アル・オルーバ・サナア | 8    | 6    | 2  | 2  | 2  | 10 | 8  | +2  |
| イースト・ベンガル     | 0    | 6    | 0  | 0  | 6  | 2  | 14 | -12 |

| 2012年3月6日 |

| イースト・ベンガル | 0 - 1    | アル・オルーバ・サナア |
|                    | レポート | 45+1分 (pen.) アディサ |

| ソルトレイク・スタジアム, コルカタ 観客数: 10,000 主審: シャムスザマン・タイェブ・ハサン |

| 2012年3月6日 |

| アルビール  | 1 - 1    | カーズマ            |
| エフェ 78分 | レポート | 71分 アル・ハルディ |

| フランソ・ハリーリー・スタジアム, アルビール 観客数: 12,000 主審: モハメド・アブドゥッラー・ハッサン・モハメド |

| 2012年3月20日 |

| アル・オルーバ・サナア | 2 - 2    | アルビール                      |
| ナッガル 66分, 87分    | レポート | 42分 サバーハ · 54分 ラーディー |

| フランソ・ハリーリー・スタジアム、アルビール 観客数: 10,000 主審: ヤコブ・アブドゥル・バキ |

| 2012年3月20日 |

| カーズマ                                            | 3 - 0    | イースト・ベンガル |
| ナーセル 38分 · アル＝ウハイブ 44分 · ジャマー 58分 | レポート |                    |

| アル・サダーカ・ワル・サラーム・スタジアム, クウェートシティ 観客数: 1,000 主審: マライ・アル・アワジ |

| 2012年4月4日 |

| イースト・ベンガル | 0 - 2    | アルビール                              |
|                    | レポート | 76分 ラーディー · 90+4分 アル＝フサイン |

| ソルトレイク・スタジアム, コルカタ 観客数: 10,000 主審: Leow Thiam Hoe |

| 2012年4月4日 |

| アル・オルーバ・サナア  | 1 - 2    | カーズマ                             |
| アブドゥルカリーム 34分 | レポート | 74分 (pen.) ナーセル · 85分 ファラジ |

| アル・サダーカ・ワル・サラーム・スタジアム、クウェートシティ 観客数: 324 主審: Vladislav Tseytlin |

| 2012年4月10日 |

| アルビール                              | 2 - 0    | イースト・ベンガル |
| アル＝フセイン 45分 (pen.), 47分 (pen.) | レポート |                    |

| フランソ・ハリーリー・スタジアム, アルビール 観客数: 5,000 主審: Ali Sabbagh |

| 2012年4月10日 |

| カーズマ      | 1 - 1    | アル・オルーバ・サナア |
| ナーセル 86分 | レポート | 57分 (pen.) アラオ     |

| アル・サダーカ・ワル・サラーム・スタジアム, クウェートシティ 観客数: 500 主審: Sukhbir Singh |

| 2012年4月25日 |

| アル・オルーバ・サナア                                         | 4 - 1    | イースト・ベンガル |
| ナガル 4分 · アラオ 33分 · シャリアン 58分 · アル・ガブル 70分 | レポート | 79分 エジミウソン  |

| プリンス・モハメド・スタジアム、ザルカ 観客数: 600 主審: Khurram Shahzad |

| 2012年4月25日 |

| カーズマ               | 1 - 2    | アルビール                |
| ナーセル 45+3分 (pen.) | レポート | 16分 タヘル · 57分 カラフ |

| アル・サダーカ・ワル・サラーム・スタジアム, クウェートシティ 観客数: 400 主審: Ng Kai Lam |

| 2012年5月9日 |

| イースト・ベンガル | 1 - 2    | カーズマ                                 |
| エジミウソン 18分  | レポート | 8分 アル・アジュミ · 90+1分 アル・アズミ |

| ソルトレイク・スタジアム, コルカタ 観客数: 1,000 主審: キム・サンウ |

| 2012年5月9日 |

| アルビール                      | 2 - 1    | アル・オルーバ・サナア |
| カリーム 32分 · ラーディー 62分 | レポート | 12分 アル＝ガーズィー  |

| フランソ・ハリーリー・スタジアム, アルビール 観客数: 6,000 主審: Naser Al-Ghafary |

#### グループC
| チーム           | 勝点 | 試合 | 勝 | 引 | 敗 | 得 | 失 | 差  |
| ---------------- | ---- | ---- | -- | -- | -- | -- | -- | --- |
| アル・イテファク | 14   | 6    | 4  | 2  | 0  | 18 | 7  | +11 |
| アル・クウェート | 11   | 6    | 3  | 2  | 1  | 17 | 10 | +7  |
| アル・アヘド     | 7    | 6    | 2  | 1  | 3  | 7  | 11 | -4  |
| VB               | 1    | 6    | 0  | 1  | 5  | 9  | 23 | -14 |

| 2012年3月7日 |

| アル・クウェート    | 1 - 5    | アル・イテファク                                                               |
| ロジェリーニョ 86分 | レポート | 51分 (pen.), 53分, 81分 タグリアブエ · 78分 アッ＝サーレム · 90+4分 アカーシュ |

| アル・クウェート・スポーツ・クラブ・スタジアム, クウェートシティ 観客数: 2,000 主審: キム・ジョンヒョク |

| 2012年3月7日 |

| アル・アヘド                                                                      | 5 - 3    | VB                                               |
| シャアイト 29分 · ランビン 32分 · ダキーク 51分 · アトウィー 77分 · ズレイク 80分 | レポート | 56分, 65分 センギズ · 90分 (o.g.) タデヴォシャン |

| カミール・シャムーン・スポーツ・シティ・スタジアム, ベイルート 観客数: 1,100 主審: ウラディスラフ・チェイトリン |

| 2012年3月21日 |

| VB                                | 2 - 2    | アル・クウェート              |
| ライト 32分 · シャムウィール 54分 | レポート | 73分 ハミース · 90+2分 ファネ |

| ガロル国立競技場, マレ 観客数: 1,000 主審: Wang Di |

| 2012年3月21日 |

| アル・イテファク | 0 - 0    | アル・アヘド |
|                  | レポート |              |

| プリンス・モハメド・ビン・ファハド・スタジアム, ダンマーム 観客数: 2,360 主審: バンジャル・アッ＝ドーサリー |

| 2012年4月3日 |

| アル・アヘド | 0 - 4    | アル・クウェート                                                     |
|              | レポート | 2分 ロジェリーニョ · 20分 アッ＝シャンマーリー · 50分, 80分 ハミース |

| カミール・シャムーン・スポーツ・シティ・スタジアム, ベイルート 観客数: 1,500 主審: Timur Faizullin |

| 2012年4月3日 |

| VB                                                    | 3 - 6    | アル・イテファク                                                                               |
| マンサレー 39分 · シャムウィール 59分 · フサイン 63分 | レポート | 5分, 10分, 35分 タグリアブエ · 43分 アル＝ハマド · 48分 アッ＝ズィヤーブ · 90分 アッ＝サリーム |

| ガロル国立競技場, マレ 観客数: 1,000 主審: Khurram Shahzad |

| 2012年4月11日 |

| アル・クウェート      | 1 - 0    | アル・アヘド |
| アリー・バーバー 82分 | レポート |              |

| アル・クウェート・スポーツ・クラブ・スタジアム, クウェートシティ 観客数: 2,000 主審: Naser Al-Ghafary |

| 2012年4月11日 |

| アル・イテファク                            | 2 - 0    | VB |
| アル＝ムバーラク 51分 · アッ＝サリーム 62分 | レポート |    |

| プリンス・モハメド・ビン・ファハド・スタジアム, ダンマーム 観客数: 1,632 主審: Salah Abbas Al-Abbasi |

| 2012年4月24日 |

| VB | 0 - 1    | アル・アヘド |
|    | レポート | 9分 バッジー |

| ガロル国立競技場, マレ 観客数: 300 主審: Sgt Win Cho |

| 2012年4月24日 |

| アル・イテファク        | 2 - 2    | アル・クウェート                    |
| タグリアブエ 56分, 90分 | レポート | 42分 ファネ · 51分 アル＝カンダリー |

| プリンス・モハメド・ビン・ファハド・スタジアム, ダンマーム 観客数: 1,500 主審: 高山啓義 |

| 2012年5月8日 |

| アル・アヘド    | 1 - 3    | アル・イテファク                                                        |
| ズレイク 90+2分 | レポート | 39分 アル＝ムバーラク · 89分 アッ＝ズィヤーブ · 90+4分 アッ＝シェフリー |

| カミール・シャムーン・スポーツ・シティ・スタジアム, ベイルート 観客数: 200 主審: Ali Shaban |

| 2012年5月8日 |

| アル・クウェート | 7 - 1    | VB            |
| アル＝カンダリー 3分 · ロジェリオ 43分 · ハミース 61分 · ジャミール 64分 (o.g.) · ソーメン 68分, 85分 · アリー 90+1分 | レポート | 45+3分 ナシド |

| アル・クウェート・スポーツ・クラブ・スタジアム, クウェートシティ 観客数: 200 主審: Ibrahim Al-Hosni |

#### グループD
| チーム             | 勝点 | 試合 | 勝 | 引 | 敗 | 得 | 失 | 差 |
| ------------------ | ---- | ---- | -- | -- | -- | -- | -- | -- |
| アル・ワフダート   | 12   | 6    | 4  | 0  | 2  | 15 | 9  | +6 |
| ネフチ・フェルガナ | 11   | 6    | 3  | 2  | 1  | 11 | 7  | +4 |
| アル・オルーバ     | 7    | 6    | 2  | 1  | 3  | 8  | 10 | -2 |
| サルガオカー       | 4    | 6    | 1  | 1  | 4  | 6  | 14 | -8 |

| 2012年3月7日 |

| ネフチ・フェルガナ                          | 2 - 1    | アル・ワフダート      |
| アリジョノフ 8分 (pen.) · ベルディエフ 79分 | レポート | 90+1分 シェルバーイェ |

| フェルガナ・スタジアム, フェルガナ 観客数: 10,350 主審: バンジャル・アッ＝ドーサリー |

| 2012年3月7日 |

| アル・オルーバ      | 1 - 0    | サルガオカー |
| ダルウィーシュ 67分 | レポート |              |

| シーブ・スタジアム, シーブ 観客数: 200 主審: Ng Kai Lam |

| 2012年3月21日 |

| サルガオカー                        | 2 - 2    | ネフチ・フェルガナ                    |
| 末岡龍二 45+2分 · オリヴェイラ 82分 | レポート | 26分 イスロイロフ · 59分 アリジョノフ |

| ファトルダ・スタジアム, マルガオ 観客数: 5,250 主審: Charymurat Kurbanov |

| 2012年3月21日 |

| アル・ワフダート                    | 2 - 1    | アル・オルーバ      |
| サラーハ 41分 · シェルバーイェ 67分 | レポート | 75分 ダルウィーシュ |

| キング・アブドゥッラー・スタジアム, アンマン 観客数: 2,000 主審: アリー・シャアバーン |

| 2012年4月4日 |

| ネフチ・フェルガナ                                       | 3 - 1    | アル・オルーバ      |
| ヤクボフ 12分 · ベルディエフ 42分 (pen.) · サイドフ 61分 | レポート | 90+4分 テイシェイラ |

| フェルガナ・スタジアム, フェルガナ 観客数: 14,000 主審: Mohd Nafeez Bin Abdul Wahab |

| 2012年4月4日 |

| アル・ワフダート                                                                                               | 5 - 0    | サルガオカー |
| ディーブ 25分 (pen.) · イリヤース 47分 · アッ＝サバーハ 72分 · シェルバーイェ 90分 · アブーフワイティー 90+3分 | レポート |              |

| キング・アブドゥッラー・スタジアム, アンマン 観客数: 6,541 主審: Ali Sabah |

| 2012年4月10日 |

| アル・オルーバ | 0 - 0    | ネフチ・フェルガナ |
|                | レポート |                    |

| シーブ・スタジアム, シーブ 観客数: 100 主審: コ・ヒョンジン |

| 2012年4月10日 |

| サルガオカー  | 1 - 2    | アル・ワフダート                             |
| アフメド 71分 | レポート | 8分 アブーフワイティー · 82分 シェルバーイェ |

| ファトルダ・スタジアム, マルガオ 観客数: 5,000 主審: 飯田淳平 |

| 2012年4月24日 |

| サルガオカー                                              | 3 - 1    | アル・オルーバ       |
| フェルナンデス 45+1分 · ゴンサウベス 48分 · ベヴァン 64分 | レポート | 81分 (pen.) テキシラ |

| ファトルダ・スタジアム, マルガオ 観客数: 3,007 主審: Vo Minh Tri |

| 2012年4月24日 |

| アル・ワフダート                               | 3 - 1    | ネフチ・フェルガナ |
| シェルバーイェ 5分, 57分 · アッ＝サバーハ 84分 | レポート | 34分 イスロイロフ  |

| キング・アブドゥッラー・スタジアム, アンマン 観客数: 9,206 主審: Yadollah Jahanbazi |

| 2012年5月8日 |

| ネフチ・フェルガナ                     | 3 - 0    | サルガオカー |
| パヴェル 1分, 50分 · ベルディエフ 79分 | レポート |              |

| フェルガナ・スタジアム, フェルガナ 観客数: 13,576 主審: Muokhtar Saleh Ali Al-Yarimi |

| 2012年5月8日 |

| アル・オルーバ                                                              | 4 - 2    | アル・ワフダート            |
| アル＝ムハイリー 19分, 31分 · ウィハイビー 34分 · アル＝マシャーイヒー 89分 | レポート | 29分 ディーブ · 86分 アリー |

| シーブ・スタジアム, シーブ 観客数: 210 主審: Marai Al Awaji |

#### グループE
| チーム           | 勝点 | 試合 | 勝 | 引 | 敗 | 得 | 失 | 差  |
| ---------------- | ---- | ---- | -- | -- | -- | -- | -- | --- |
| アル・ショルタ   | 15   | 6    | 5  | 0  | 1  | 14 | 6  | +8  |
| アル・ザウラー   | 12   | 6    | 4  | 0  | 2  | 12 | 5  | +7  |
| サファー         | 9    | 6    | 3  | 0  | 3  | 6  | 7  | -1  |
| アル・ティラール | 0    | 6    | 0  | 0  | 6  | 1  | 15 | -14 |

| 2012年3月6日 |

| アル・ティラール | 1 - 2    | サファー              |
| ボクシャン 40分  | レポート | 21分, 52分 アーザール |

| カミール・シャムーン・スポーツ・シティ・スタジアム, ベイルート 観客数: 500 主審: シャリムラト・クルバノフ |

| 2012年3月7日 |

| アル・ショルタ                          | 3 - 2    | アル・ザウラー                        |
| レオナルド 23分 · ラーフィア 69分, 71分 | レポート | 60分ジャッバール · 85分 (pen.) サアド |

| ペトラ・スタジアム, アンマン 観客数: 400 主審: マライ・モハメド・アル・アワジ |

| 2012年3月20日 |

| アル・ザウラー                                                       | 5 - 0    | アル・ティラール |
| M・サアド 27分 (pen.), 52分 · ムハンマド 59分, 84分 · A・サアド 87分 | レポート |                  |

| ドホーク・スタジアム, ドホーク 観客数: 3,000 主審: モハメド・アブドゥル・ハサン・モハメド |

| 2012年3月20日 |

| サファー | 0 - 2    | アル・ショルタ          |
|          | レポート | 73分, 90+3分 ラーフィア |

| カミール・シャムーン・スポーツ・シティ・スタジアム, ベイルート 観客数: 100 主審: ナセル・アル・ガファリ |

| 2012年4月3日 |

| アル・ザウラー    | 1 - 0    | サファー |
| イブラヒーム 85分 | レポート |          |

| ドホーク・スタジアム, ドホーク 観客数: 3,500 主審: Yaqoob Abdul Baqi |

| 2012年4月3日 |

| アル・ショルタ                                    | 3 - 0    | アル・ティラール |
| ラーフィア 63分 · アル・ワケド 72分 · アワド 76分 | レポート |                  |

| プリンス・モハメド・スタジアム、ザルカ 観客数: 150 主審: Yousef Al-Marzouq |

| 2012年4月11日 |

| アル・ティラール | 0 - 2    | アル・ショルタ                         |
|                  | レポート | 80分 (o.g.) ホルムズ · 90+2分 アバディ |

| ペトラ・スタジアム, アンマン 観客数: 100 主審: Shamsuzzaman Tayeb Hasan |

| 2012年4月11日 |

| サファー        | 1 - 0    | アル・ザウラー |
| アトウィ 90+1分 | レポート |                |

| カミール・シャムーン・スポーツ・シティ・スタジアム, ベイルート 観客数: 300 主審: Ali Shaban |

| 2012年4月25日 |

| アル・ザウラー                  | 2 - 1    | アル・ショルタ  |
| カジーム 58分 · ムハンマド 65分 | レポート | 86分 ラーフィア |

| ドホーク・スタジアム, ドホーク 観客数: 3,000 主審: Salah Mohamed Noor Shaikh Abbas Alabbasi |

| 2012年4月25日 |

| サファー      | 1 - 0    | アル・ティラール |
| ズーグビ 10分 | レポート |                  |

| サイダ市営スタジアム, サイダ 観客数: 75 主審: Dmitrii Mashentsev |

| 2012年5月9日 |

| アル・ティラール | 0 - 2    | アル・ザウラー                |
|                  | レポート | 13分 サバーハ · 77分 フセイン |

| ドホーク・スタジアム, ドホーク 観客数: 1,500 主審: Leow Thiam Hoe |

| 2012年5月9日 |

| アル・ショルタ                        | 3 - 2    | サファー                        |
| ラーフィア 18分, 50分 · ハビーブ 70分 | レポート | 20分 サアディ · 90分 カドゥーラ |

| キング・アブドゥッラー・スタジアム, アンマン 観客数: 100 主審: Yadollah Jahanbazi |

### 東地区

#### グループF
| チーム                 | 勝点 | 試合 | 勝 | 引 | 敗 | 得 | 失 | 差 |
| ---------------------- | ---- | ---- | -- | -- | -- | -- | -- | -- |
| 傑志                   | 11   | 6    | 3  | 2  | 1  | 9  | 4  | +5 |
| トレンガヌ             | 10   | 6    | 3  | 1  | 2  | 10 | 8  | +2 |
| ソンラム・ゲアン       | 7    | 6    | 2  | 1  | 3  | 6  | 9  | -3 |
| タンピネス・ローバース | 5    | 6    | 1  | 2  | 3  | 3  | 7  | -4 |

| 2012年3月6日 |

| ソンラム・ゲアン | 0 - 1    | トレンガヌ  |
|                  | レポート | 51分 マナフ |

| ヴィン・スタジアム、ヴィン 観客数: 6,142 主審: ストレバー・デロウスキー |

| 2012年3月6日 |

| 傑志                               | 3 - 1    | タンピネス・ローバース |
| 梁子成 3分, 62分 · ジョルディ 66分 | レポート | 20分 アリ              |

| 将軍澳運動場, 香港 観客数: 1,314 主審: スクト・ウィン・チョー |

| 2012年3月20日 |

| トレンガヌ | 0 - 2    | 傑志                      |
|            | レポート | 44分 タレス · 75分 朱兆基 |

| スルタン・イスマイル・ナシルディン・シャー・スタジアム, クアラトレンガヌ 観客数: 6,500 主審: Yu Ming-hsun |

| 2012年3月20日 |

| タンピネス・ローバース | 0 - 0    | ソンラム・ゲアン |
|                        | レポート |                  |

| ビシャン・スタジアム, シンガポール 観客数: 368 主審: 馬寧 |

| 2012年4月4日 |

| 傑志                        | 2 - 0    | ソンラム・ゲアン |
| レーマン 11分 · 朱兆基 73分 | レポート |                  |

| 将軍澳運動場, 香港 観客数: 1,760 主審: Mohammed Abdulla Hassan Mohamed |

| 2012年4月4日 |

| タンピネス・ローバース | 0 - 1    | トレンガヌ   |
|                        | レポート | 4分 ジョセフ |

| ジャラン・ベサール・スタジアム, シンガポール 観客数: 801 主審: Kim Jong-Hyeok |

| 2012年4月10日 |

| トレンガヌ | 0 - 2    | タンピネス・ローバース |
|            | レポート | 37分, 90分 ドゥリッチ  |

| スルタン・イスマイル・ナシルディン・シャー・スタジアム, クアラトレンガヌ 観客数: 2,500 主審: Charymurat Kurbanov |

| 2012年4月10日 |

| ソンラム・ゲアン        | 1 - 0    | 傑志 |
| グエン・ホン・ベト 56分 | レポート |      |

| ヴィン・スタジアム、ヴィン 観客数: 1,500 主審: Apisit Aonrak |

| 2012年4月25日 |

| タンピネス・ローバース | 0 - 0    | 傑志 |
|                        | レポート |      |

| ジャラン・ベサール・スタジアム, シンガポール 観客数: 710 主審: Hettikankanamge Crishantha DilanI Perera |

| 2012年4月25日 |

| トレンガヌ                                                           | 6 - 2    | ソンラム・ゲアン                                        |
| アシャーリ 5分 · ドー 12分, 34分, 73分 · ヤハヤ 38分 · ジョセフ 87分 | レポート | 29分 パム・ヴァン・キエン · 84分 ホアン・ヴァン・ディン |

| スルタン・イスマイル・ナシルディン・シャー・スタジアム, クアラトレンガヌ 観客数: 2,100 主審: Pratap Singh |

| 2012年5月9日 |

| ソンラム・ゲアン                 | 3 - 0    | タンピネス・ローバース |
| テコン 6分, 45分 · ディエン 20分 | レポート |                        |

| ヴィン・スタジアム、ヴィン 観客数: 800 主審: コ・ヒョンジン |

| 2012年5月9日 |

| 傑志                 | 2 - 2    | トレンガヌ                      |
| ジョルディ 9分, 45分 | レポート | 14分 サムスディン · 69分 ヤハヤ |

| 将軍澳運動場, 香港 観客数: 1,179 主審: Chaiya Mahapab |

#### グループG
| チーム                 | 勝点 | 試合 | 勝 | 引 | 敗 | 得 | 失 | 差 |
| ---------------------- | ---- | ---- | -- | -- | -- | -- | -- | -- |
| チョンブリーFC         | 14   | 6    | 4  | 2  | 0  | 10 | 5  | +5 |
| ホーム・ユナイテッド   | 10   | 6    | 3  | 1  | 2  | 9  | 6  | +3 |
| 公民                   | 7    | 6    | 2  | 1  | 3  | 9  | 12 | -3 |
| ヤンゴン・ユナイテッド | 2    | 6    | 0  | 2  | 4  | 4  | 9  | -5 |

| 2012年3月7日 |

| ヤンゴン・ユナイテッド | 1 - 1    | チョンブリーFC  |
| ヨヴァノヴィッチ 41分  | レポート | 90+3分 スクレー |

| トゥウンナ・スタジアム, ヤンゴン 観客数: 5,500 主審: 樊圻 |

| 2012年3月7日 |

| ホーム・ユナイテッド                                            | 3 - 1    | 公民            |
| 井畑翔太郎 62分 · フレデリック・メンディ 66分 · チウ・リー 87分 | レポート | 45+1分 中村祐人 |

| ビシャン・スタジアム, シンガポール 観客数: 1,023 主審: ヴォ・ミントリ |

| 2012年3月21日 |

| チョンブリーFC    | 1 - 0    | ホーム・ユナイテッド |
| ルドヴィッチ 69分 | レポート |                      |

| チョンブリー・スタジアム, チョンブリー 観客数: 5,158 主審: 飯田淳平 |

| 2012年3月21日 |

| 公民                        | 2 - 1    | ヤンゴン・ユナイテッド        |
| ヘリオ 51分 · バイース 90分 | レポート | 65分 ミラン・ヨヴァノヴィッチ |

| 旺角大球場, 香港 観客数: 1,026 主審: モッド・ナフェーズ・ビン・アブドゥル・ワハブ |

| 2012年4月3日 |

| ヤンゴン・ユナイテッド | 0 - 0    | ホーム・ユナイテッド |
|                        | レポート |                      |

| トゥウンナ・スタジアム, ヤンゴン 観客数: 4,000 主審: イブラーヒーム・アル＝フスニー |

| 2012年4月3日 |

| チョンブリーFC                           | 2 - 0    | 公民 |
| ターサック 49分 (pen.) · ディアキテ 60分 | レポート |      |

| チョンブリー・スタジアム, チョンブリー 観客数: 4,364 主審: Pratap Singh |

| 2012年4月11日 |

| ホーム・ユナイテッド                  | 3 - 1    | ヤンゴン・ユナイテッド |
| チウ・リー 70分 · メンディ 75分, 80分 | レポート | 37分 リスティッチ      |

| ビシャン・スタジアム, シンガポール 観客数: 3,146 主審: Wang Di |

| 2012年4月11日 |

| 公民                                         | 3 - 3    | チョンブリーFC                          |
| 中村祐人 8分 · 趙俊傑 90+1分 · 沈国輝 90+4分 | レポート | 20分 サマナ · 69分 オンモ · 88分 エタエ |

| 旺角大球場, 香港 観客数: 1,210 主審: Akbar Bakhshi Zadeh |

| 2012年4月24日 |

| チョンブリーFC  | 1 - 0    | ヤンゴン・ユナイテッド |
| ターサック 63分 | レポート |                        |

| チョンブリー・スタジアム, チョンブリー 観客数: 5,148 主審: Vladislav Tseytlin |

| 2012年4月24日 |

| 公民        | 1 - 2    | ホーム・ユナイテッド            |
| 沈国輝 17分 | レポート | 77分 メンディ · 90+2分 アンジテ |

| 旺角大球場, 香港 観客数: 1,390 主審: Yu Ming-hsun |

| 2012年5月8日 |

| ヤンゴン・ユナイテッド    | 1 - 2    | 公民                       |
| ヤン・アウン・チョー 66分 | レポート | 6分 中村祐人 · 55分 談楽軒 |

| トゥウンナ・スタジアム, ヤンゴン 観客数: 3,000 主審: Hettikankanamge Perera |

| 2012年5月8日 |

| ホーム・ユナイテッド | 1 - 2    | チョンブリーFC                     |
| ダウド 86分          | レポート | 5分 オンモ · 77分 カチャプラヤック |

| ビシャン・スタジアム, シンガポール 観客数: 1,393 主審: 高山啓義 |

#### グループH
| チーム                       | 勝点 | 試合 | 勝 | 引 | 敗 | 得 | 失 | 差 |
| ---------------------------- | ---- | ---- | -- | -- | -- | -- | -- | -- |
| ケランタン                   | 13   | 6    | 4  | 1  | 1  | 10 | 5  | +5 |
| アレマ・インドネシア         | 7    | 6    | 2  | 1  | 3  | 12 | 12 | 0  |
| ナビバンク・サイゴン         | 7    | 6    | 2  | 1  | 3  | 10 | 12 | -2 |
| エーヤワディー・ユナイテッド | 7    | 6    | 2  | 1  | 3  | 7  | 10 | -3 |

（注）： アレマ・インドネシア、ナビバンク・サイゴン、エーヤワディー・ユナイテッドは勝ち点で並んだため、直接対決の結果に従って順位が決定された。その結果は以下の通り。
| チーム                       | 勝点 | 試合 | 勝 | 引 | 敗 | 得 | 失 | 差 |
| ---------------------------- | ---- | ---- | -- | -- | -- | -- | -- | -- |
| アレマ・インドネシア         | 7    | 4    | 2  | 1  | 1  | 11 | 6  | +5 |
| ナビバンク・サイゴン         | 6    | 4    | 2  | 0  | 2  | 9  | 10 | -1 |
| エーヤワディー・ユナイテッド | 4    | 4    | 1  | 1  | 2  | 4  | 8  | -4 |

| 2012年3月7日 |

| アレマ・インドネシア | 1 - 1    | エーヤワディー・ユナイテッド |
| クメロ 28分          | レポート | 63分 (o.g.) ディナタ         |

| ガジャヤナスタジアム, マラン 観客数: 2,000 主審: イブラーヒーム・アル＝フスニー |

| 2012年3月7日 |

| ケランタン | 0 - 0    | ナビバンク・サイゴン |
|            | レポート |                      |

| ブキット・ジャリル国立競技場, クアラルンプール 観客数: 5,452 主審: 禹銘勲 |

| 2012年3月21日 |

| エーヤワディー・ユナイテッド                                      | 3 - 1    | ケランタン      |
| ンワネリ 6分 (o.g.) · アウン・チョー・ミョー 42分 · ンガンゲ 81分 | レポート | 66分 ガッダール |

| トゥウンナ・スタジアム, ヤンゴン 観客数: 1,500 主審: Ng Kai Lam |

| 2012年3月21日 |

| ナビバンク・サイゴン        | 3 - 1    | アレマ・インドネシア |
| フォンセカ 33分, 65分, 82分 | レポート | 5分 ジャティ         |

| トンニャット・スタジアム, ホーチミンシティー 観客数: 4,005 主審: Ng Chiu Kok |

| 2012年4月4日 |

| ナビバンク・サイゴン                        | 4 - 1    | エーヤワディー・ユナイテッド |
| フォンセカ 39分, 59分, 82分 · ンギア 45+2分 | レポート | 48分 アウン・サイ・タン      |

| トンニャット・スタジアム, ホーチミンシティー 観客数: 1,500 主審: Hettikankanamge Perera |

| 2012年4月4日 |

| ケランタン                  | 3 - 0    | アレマ・インドネシア |
| ガッダール 22分, 47分, 89分 | レポート |                      |

| スルタン・モハマド4世スタジアム, コタバル 観客数: 9,245 主審: キム・サンウ |

| 2012年4月10日 |

| アレマ・インドネシア | 1 - 3    | ケランタン                          |
| クメロ 35分          | レポート | 16分 (pen.), 59分 ガッダール · 86分 |

| ガジャヤナスタジアム, マラン 観客数: 2,000 主審: Robesh Gamini Nivon |

| 2012年4月10日 |

| エーヤワディー・ユナイテッド          | 2 - 0    | ナビバンク・サイゴン |
| ラティアク 39分 · シトゥ・タン 90+1分 | レポート |                      |

| トゥウンナ・スタジアム, ヤンゴン 観客数: 522 主審: ストレバー・デロヴスキ |

| 2012年4月24日 |

| エーヤワディー・ユナイテッド                      | 0 - 3    | アレマ・インドネシア |
| ジャティ 10分 · アミルディン 28分 · ムサフリ 45分 | レポート |                      |

| トゥウンナ・スタジアム, ヤンゴン 観客数: 800 主審: Timur Faizullin |

| 2012年4月24日 |

| ナビバンク・サイゴン | 1 - 2    | ケランタン                      |
| フォンセカ 34分      | レポート | 80分 インドラ · 84分 ガッダール |

| トンニャット・スタジアム, ホーチミンシティー 観客数: 1,500 主審: Sukhbir Singh |

| 2012年5月8日 |

| アレマ・インドネシア                                                             | 6 - 2    | ナビバンク・サイゴン                        |
| クメロ 8分 (pen.), 45+1分 (pen.) · ムサフリ 34分, 38分 · アミルディン 42分, 79分 | レポート | 64分 フォンセカ · 70分 グエン・クアン・タイ |

| ガジャヤナスタジアム, マラン 観客数: 3,500 主審: Fan Qi |

| 2012年5月8日 |

| ケランタン    | 1 - 0    | エーヤワディー・ユナイテッド |
| ンウォハ 47分 | レポート |                              |

| スルタン・モハマド4世スタジアム, コタバル 観客数: 7,372 主審: Shamsuzzaman Hasan Tayeb |

## ラウンド16
- 2012年5月22日、23日に開催される。
- グループ1位クラブと他グループ2位クラブとの対戦。グループ1位クラブのホームでの一発勝負。
- アウェーゴールルールは適用されない。

| 2012年5月22日 |

| アル・カーディシーヤ                                    | 1 - 1 (延長) | アル・クウェート                            |
| アッ＝ソーマ 13分                                       | レポート     | 60分 ロジェリーニョ                         |
|                                                         | PK戦         |                                             |
| アル＝ムタウワ ファーディル サイード アル＝アンサーリー | 1 - 3        | バーバー ハーキム アワド アル＝アティーキー |

| モハメド・アル・ハマド・スタジアム, ハワッリー 観客数: 1,000 主審: アリ・アブドゥルナビ |

| 2012年5月22日 |

| アル・イテファク      | 1 - 0    | アル・スワイク |
| アッ＝サリーム 90+3分 | レポート |                |

| プリンス・モハメド・ビン・ファハド・スタジアム, ダンマーム 観客数: 1,324 主審: アンドレ・エル・ハッダード |

| 2012年5月23日 |

| アルビール                                                                       | 4 - 0    | ネフチ・フェルガナ |
| ムバーラク 40分 · アル＝フサイン 61分 · ラーディー 88分 · プラトフ 90+1分 (o.g.) | レポート |                    |

| フランソ・ハリーリー・スタジアム, アルビール 観客数: 16,000 主審: ヴォ・ミン・トリ |

| 2012年5月23日 |

| アル・ワフダート                                   | 2 - 1 (延長) | カーズマ                |
| アブドゥルハリーム 95分 · アブーフワイティー 102分 | レポート     | 120+1分 (pen.) ナーセル |

| キング・アブドゥッラー・スタジアム, アンマン 観客数: 6,210 主審: Saeid Mozaffarizadeh |

| 2012年5月22日 |

| アル・ショルタ                                              | 3 - 0    | ホーム・ユナイテッド |
| アンジテ 3分 (o.g.) · ジャッファール 76分 · ラーフィア 82分 | レポート |                      |

| アンマン国際スタジアム, アンマン 観客数: 250 主審: コ・ヒョンジン |

| 2012年5月22日 |

| チョンブリーFC | 1 - 0    | アル・ザウラー |
| オンモ 8分     | レポート |                |

| チョンブリー・スタジアム, チョンブリー 観客数: 5,695 主審: 廖國文 |

| 2012年5月23日 |

| 傑志 | 0 - 2    | アレマ・インドネシア |
|      | レポート | 32分, 53分 ジャティ  |

| 将軍澳運動場, 香港 観客数: 2,856 主審: チョ・ミョンヨン |

| 2012年5月23日 |

| ケランタン                                   | 3 - 2    | トレンガヌ                       |
| ノル・ファルハン 4分, 17分 · ファーミ 45+2分 | レポート | 56分 ファルキ · 85分 (pen.) ドー |

| スルタン・モハマド4世スタジアム, コタバル 観客数: 18,652 主審: ユーセフ・アル＝マルズーク |

## 準々決勝
第1戦は2012年9月18日に、第2戦は9月25日に開催される。組み合わせ抽選は2012年6月14日にマレーシア・クアラルンプールのAFCハウスで行われた。
| チーム #1            | 合計  | チーム #2          | 第1戦 | 第2戦        |
| -------------------- | ----- | ------------------ | ----- | ------------ |
| アル・クウェート     | 3 - 0 | アル・ワフダート   | 0 - 0 | 3 - 0        |
| アレマ・インドネシア | 0 - 4 | アル・イティファク | 0 - 2 | 0 - 2        |
| アルビール           | 6 - 2 | ケランタンFA       | 5 - 1 | 1 - 1        |
| チョンブリーFC       | 5 - 4 | アル・ショルタ     | 1 - 2 | 4 - 2 (延長) |

### 第1戦
| 2012年9月18日 16:30 UTC+7 |

| アレマ・インドネシア | 0 - 2    | アル・イテファク                            |
|                      | レポート | 68分 アッ＝シェフリー · 90+5分 アル・スリム |

| ガジャヤナスタジアム, マラン 観客数: 2,000 主審: ヴォ・ミン・トリ |

| 2012年9月18日 19:00 UTC+3 |

| チョンブリーFC     | 1 - 2    | アル・ショルタ                      |
| チアゴ・クンハ 3分 | レポート | 39分 ジャファル · 44分 ジェイウソン |

| チョンブリー・スタジアム, チョンブリー 観客数: 5,818 主審: キム・サンウ |

| 2012年9月18日 18:30 UTC+3 |

| アルビール                                                                         | 5 - 1    | ケランタンFA       |
| ハルグルド 38分 · ラーディー 50分 (pen.) · サラーハ 66分 · サディール 72分, 90+3分 | レポート | 41分 (pen.) バドリ |

| フランソ・ハリーリー・スタジアム, アルビール 観客数: 16,000 主審: マライ・アル・アワジ |

| 2012年9月18日 19:00 UTC+3 |

| アル・クウェート | 0 - 0    | アル・ワフダート |
|                  | レポート |                  |

| アル・クウェート・スポーツ・クラブ・スタジアム, クウェートシティ 観客数: 2,000 主審: アリ・サバーハ |

### 第2戦
| 2012年9月25日 20:45 UTC+8 |

| ケランタンFA         | 1 - 1    | アルビール |
| ガダル 90+2分 (pen.) | レポート | 37分 スラ  |

| スルタン・モハマド4世スタジアム, コタバル 観客数: 5,024 主審: チェ・ミョンヨン |

| 2012年9月25日 19:00 UTC+3 |

| アル・ワフダート | 0 - 3    | アル・クウェート                                        |
|                  | レポート | 20分 ジェマア · 60分 ハンマーミー · 70分 ロジェリーニョ |

| キング・アブドゥッラー・スタジアム, アンマン 観客数: 12,000 主審: バンジャル・アッ＝ドーサリー |

| 2012年9月25日 20:10 UTC+3 |

| アル・イティファク                          | 2 - 0    | アレマ・インドネシア |
| アル・マハイジリ 53分 · アッ＝サーレム 66分 | レポート |                      |

| プリンス・モハメド・ビン・ファハド・スタジアム, ダンマーム 観客数: 1,851 主審: 東城穣 |

| 2012年9月26日 19:00 UTC+3 |

| アル・ショルタ                           | 2 - 4 (延長) | チョンブリーFC                                  |
| ジャファル 53分 (pen.) · ガリウーム 93分 | レポート     | 36分 オンモ · 38分, 110分, 120分 チアゴ・クンハ |

| プリンス・モハメド・スタジアム, ザルカ 主審: サイード・モザッファリザーデ |

## 準決勝
第1戦は2012年10月2日に、第2戦は10月23日に開催される。
| チーム #1        | 合計  | チーム #2        | 第1戦 | 第2戦 |
| ---------------- | ----- | ---------------- | ----- | ----- |
| アル・クウェート | 6 - 1 | アル・イテファク | 4 - 1 | 2 - 0 |
| アルビール       | 8 - 2 | チョンブリーFC   | 4 - 1 | 4 - 1 |

### 第1戦
| 2012年10月2日 17:00 UTC+3 |

| アルビール                                                 | 4 - 1    | チョンブリーFC |
| ラーディー 24分, 50分 · プコム 66分 (o.g.) · サディル 74分 | レポート | 47分 オンモ    |

| フランソ・ハリーリー・スタジアム, アルビール 観客数: 16,000 主審: アンドレ・エル・ハッダード |

| 2012年10月2日 19:00 UTC+3 |

| アル・クウェート                                                      | 4 - 1    | アル・イテファク    |
| ジェマア 7分, 11分 · ハンマーミー 58分 (pen.) · アル・カフタニ 90+3分 | レポート | 24分 アッ＝サーレム |

| アル・クウェート・スポーツ・クラブ・スタジアム, クウェートシティ 観客数: 3,000 主審: 廖國文 |

### 第2戦
| 2012年10月23日 19:00 UTC+7 |

| チョンブリーFC | 1 - 4    | アルビール                                                      |
| プクホム 25分  | レポート | 18分 アブドゥルアミール · 63分, 70分 ラーディー · 82分 カリーム |

| チョンブリー・スタジアム, チョンブリー 観客数: 8,174 主審: アリレザ・ファガニー |

| 2012年10月23日 19:45 UTC+3 |

| アル・イテファク | 0 - 2    | アル・クウェート                |
|                  | レポート | ロジェリオ 58分 · ハミース 73分 |

| プリンス・モハメド・ビン・ファハド・スタジアム, ダンマーム 主審: ムハンマド・アッ＝ザールーニー |

## 決勝
決勝戦は対戦する2チームの内、一方のホームスタジアムで開催される。どちらのホームスタジアムを使用するかは事前の抽選で決定される。
| 2012年11月3日 17:00 UTC+3 |

| アルビール | 0 - 4    | アル・クウェート                                          |
|            | レポート | 3分 (pen.) ハンマーミー · 43分 ロジェリオ · 83分 ハミース |

| フランソ・ハリーリー・スタジアム, アルビール 主審: ヴァレンティン・コヴァレンコ |

## 最終結果
| AFCカップ2012優勝チーム         |
| ------------------------------- |
| アル・クウェート 3大会ぶり2回目 |